# 库库岱
库库岱（?—1823年），18世纪末19世纪初哈萨克中玉兹克烈部落阿巴克克烈部的首领，哈萨克汗国大玉兹可汗阿布勒比斯第六子。

## 生平
18世纪末，阿勒泰地区哈萨克族阿巴克克烈部12个氏族没有公认的首领，请大玉兹可汗阿布勒比斯选派一名贵族充当首领，阿布勒比思将库库岱、萨满、加纠克兄弟三人派到阿勒泰，库库岱经12个克烈部落推举为首领。乾隆五十五年（1790年），库库岱率团到北京觐见乾隆皇帝，被册封为镇国公，称“库库岱公”。
1824年，库库岱公死后，其子阿吉（阿济）袭爵为公，继续统管阿勒泰地区的哈萨克族。